# Marco Akuzun
Marco Akuzun (* 3. September 1981 in Friedrichshafen) ist ein deutscher Koch.
Der Sohn einer deutschen Mutter und eines türkischen Vaters schloss seine Ausbildung zum Koch im Restaurant Storchen in Oberuhldingen ab. 2013 übernahm er die Küche des Restaurants top air am Flughafen Stuttgart als Küchenchef, nachdem er dort zuvor ein Jahr als Sous-Chef unter Claudio Urru gearbeitet hatte. Seit August 2021 betreibt er zusammen mit seiner Frau die „Syrlin Speisewelt“ in Weingarten. Das Restaurant bietet nach eigenen Angaben „Fine Dining“ im „Markos“ und „gehobene Bistroküche“ in der „Kostbar“ an.

## Auszeichnungen und Nominierungen
Bereits im ersten Jahr als Küchenchef erhielt Akuzun einen Stern im Guide Michelin (der 22. in Folge für das top air) und wurde vom Magazin Rolling Pin zum „Aufsteiger des Jahres 2013“ nominiert und vom Gault-Millau zum „Talent des Jahres 2014“. Das Internet-Portal des amerikanischen Fernsehsenders CNN Travel wählte das top air im Jahr 2014 zu den besten Airport-Restaurants weltweit.
- Guide Michelin: 1 Stern
- Gusto 2017: Aufwertung von 8 Pfannen auf 8,5 Pfannen
- Der Feinschmecker 2017: Aufwertung auf 3,5 F
- Gault Millau 2017: 15 Punkte
- Der Große Restaurant & Hotel Guide 2017: 4,5 Hauben
- Schlemmer Atlas 2017: 4 Kochlöffel
- Der Varta-Führer 2017: 3 Diamanten VARTA-TIPP Küche und VARTA-TIPP Service

## Mitgliedschaften
- Confrérie de la Chaîne des Rôtisseurs